# برنی ایبنی
برنی ایبنی (انگلیسی: Bernie Ibini؛ زادهٔ ۱۲ سپتامبر ۱۹۹۲) بازیکن فوتبال اهل استرالیا است که برای چونبوک هیوندای موتورز در کی‌لیگ بازی می‌کند.
از باشگاه‌هایی که در آنها بازی کرده‌است می‌توان به سنترال کوئست مارینرز، شانگهای اس‌آی‌پی‌جی، کلوب بروژ و اف‌سی سیدنی اشاره کرد.
وی همچنین در تیم‌های ملی فوتبال امید استرالیا و بزرگسالان استرالیا بازی کرده‌است.